# Канюк Юрій Ігорович
Ю́рій І́горович Каню́к (нар. 13.02.1995, м. Миколаїв, Львівська область, Україна — пом. 23 травня 2022, с. Яковлівка, Бахмутський район, Донецька область, Україна) — Старший лейтенант, командир гірсько-штурмового взводу 15 ОГПБ Збройних сил України.

## Життєпис
Приєднався до лав Збройних сил України з початком повномасштабного російського вторгнення. Воював на східному фронті.
У квітні 2022 року отримав осколкове поранення ноги внаслідок вибуху снаряда, проте після недовгого лікування вдома повернувся на передову.
5 травня 2022 року президент Володимир Зеленський підписав указ про нагородження Юрія Канюка орденом «За мужність» III ступеня.
23 травня 2022 року у віці 27 років загинув під час ведення бойових дій у населеному пункті Яковлівка Донецької області.

## Нагороди
- звання «Герой України» з удостоєнням ордена «Золота Зірка» (8 липня 2023, посмертно) — за особисту мужність і героїзм, виявлені у захисті державного суверенітету та територіальної цілісності України, самовіддане служіння Українському народові[4].
- орден «За мужність» III ступеня (2022) — за особисту мужність і самовіддані дії, виявлені у захисті державного суверенітету та територіальної цілісності України, вірність військовій присязі.[5].